# Château de Conflans
Pour les articles homonymes, voir Conflans.
Ne doit pas être confondu avec le château fort de Conflans d'Albertville (Savoie).
Ne doit pas être confondu avec le château fort de Conflans à Corveissiat (Ain).
Le château de Conflans est un château aujourd'hui détruit et qui était situé sur l'actuelle commune de Charenton-le-Pont.

## Description
Le château de Conflans tel qu'il était au début XXe siècle avant sa destruction, datait pour l'essentiel de sa reconstruction par la famille Villeroy au début du XVIIe siècle sur les vestiges d'un manoir du XIVe siècle, le Séjour de Bourgogne.
Il comprenait un bâtiment principal donnant sur le parc. Ce bâtiment comprenait, à l'ouest une galerie éclairée par des baies cintrées, construite sur une cave voûtée. Cette galerie transformée en appartements était une partie de la propriété de la famille Hartmann de 1888 à 1967.
À l'est de cette galerie, le corps de logis central était, au XIXe siècle et jusqu'en 1905, la propriété de l'archevêque de Paris qui possédait également les bâtiments autour d'une cour à l'extrémité est. La chapelle était située dans cet ensemble.
Une aile ouest perpendiculaire au bâtiment principal était également propriété de la famille Hartmann. Cette aile longeait après 1898 l'avenue de la Liberté prolongée.

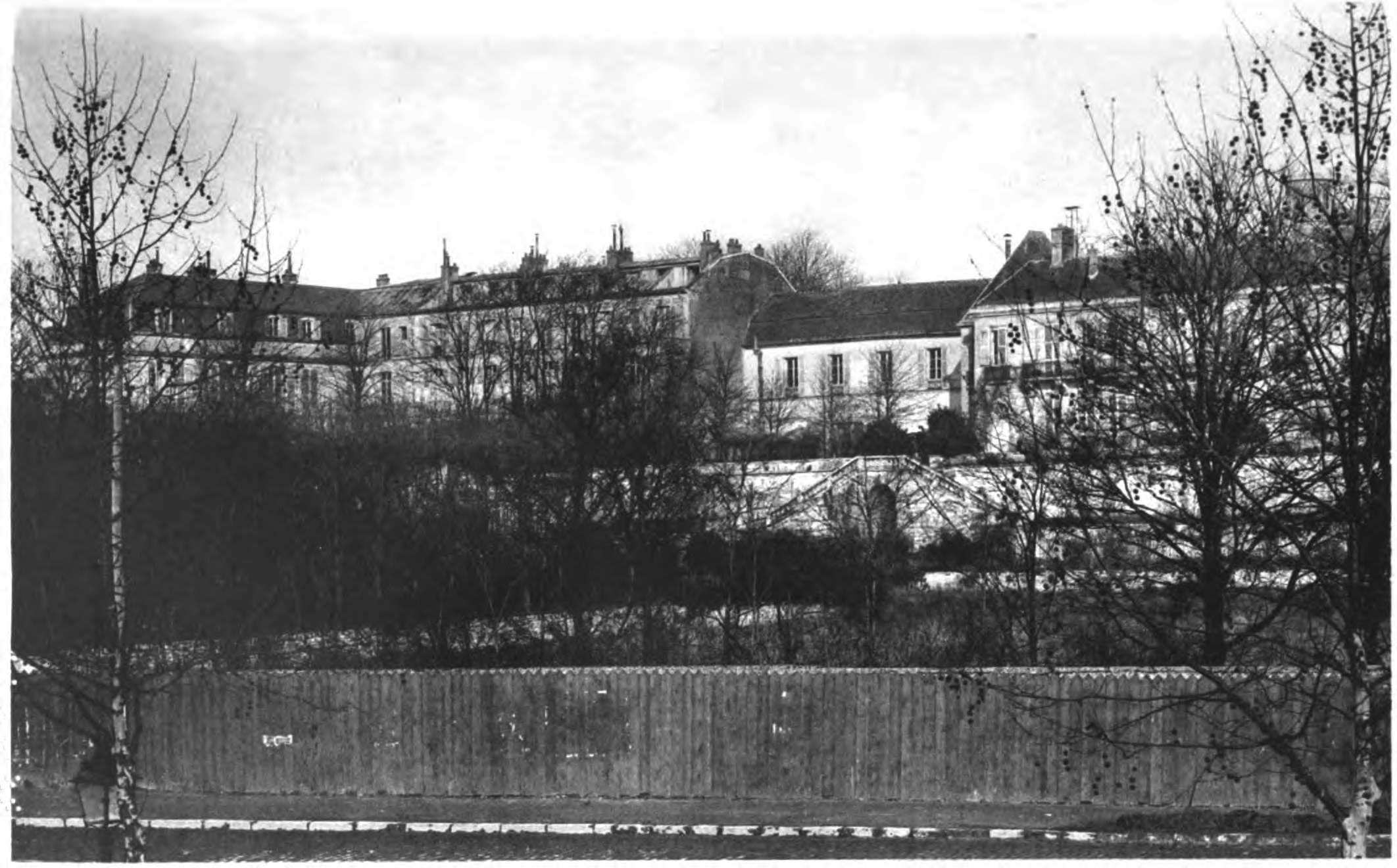
Vue du château du quai de Bercy vers 1908 (cliché Berthaud).
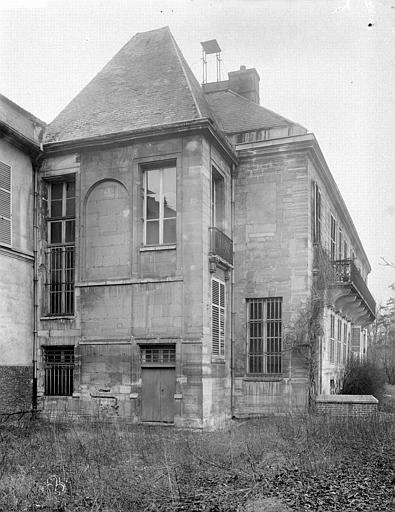
Vue du château depuis le nord
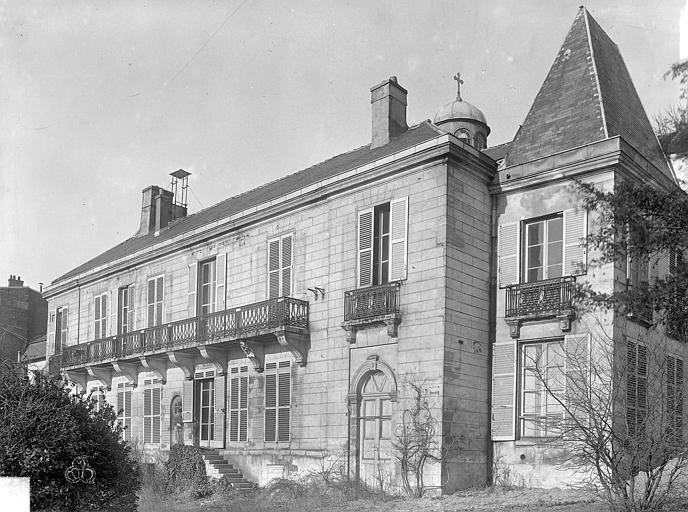
Vue de la partie est du château (séminaire de 1871 à 1905) depuis le sud
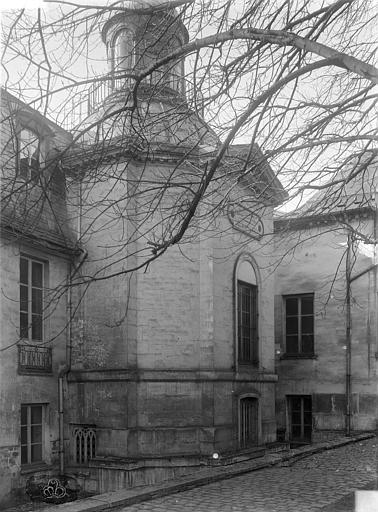
Vue extérieure de la chapelle
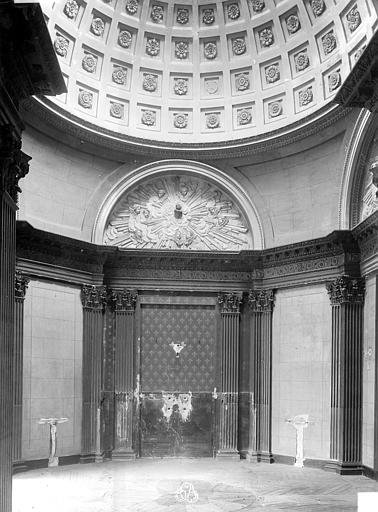
Vue de l'intérieur de la chapelle
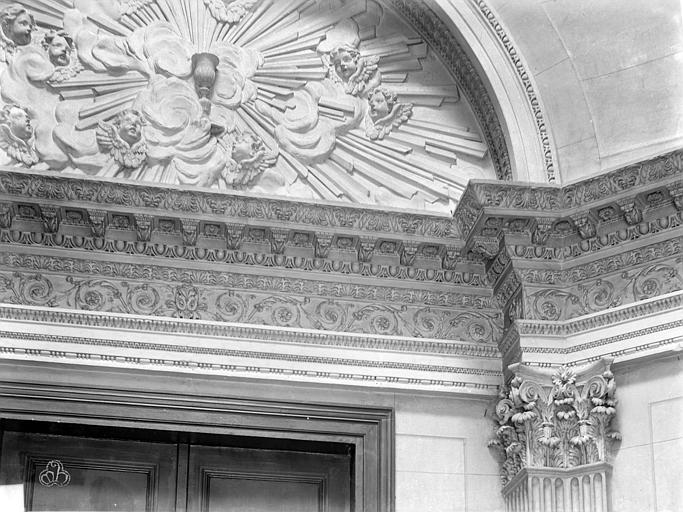
Détail des sculptures de la chapelle

Depuis le bâtiment principal, on découvrait un double parterre scindé en deux par une allée d'arbres, qui menait à un petit pavillon du bord de l'eau. Si on empruntait la terrasse haute de Conflans, en allant vers le sud, on pouvait découvrir un autre grand parterre, dessiné en contraste avec le précédent. Au centre de cet autre parterre se trouvait un bassin, et dans le fond le moulin de Charenton, pratiquement axé sur la perspective. Ce contraste entre le dessin d'un parterre grandiose et la chétivité d'un moulin du bord de l'eau en faisait tout le charme.
De l'autre côté, au bout de l'aile de la galerie, un balcon permettait d'admirer le bosquet nord, agrémenté en son centre d'un jet d'eau en forme de pyramide.
Ce moulin, Moulin de Quiquengrogne, avait été acheté à un meunier en 1600 et reconstruit pour être muni d'une machine hydraulique élévatoire qui amenait l'eau de la Seine à la colline dans un réservoir destiné à l'alimentation du château et des bassins du parc.

## Galerie d'images (restitution 3D des jardins)

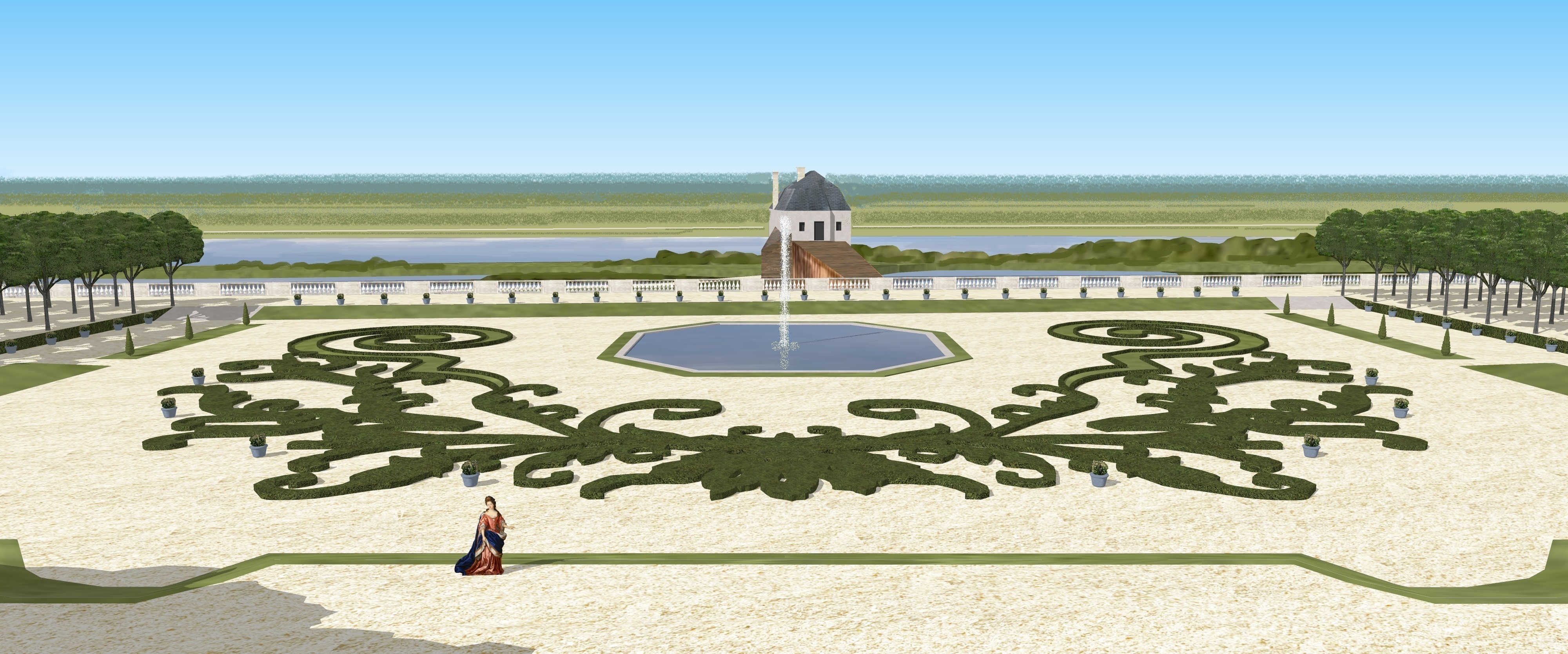
Schéma restituant les broderies du parterre sud du château de Conflans, vers 1690.
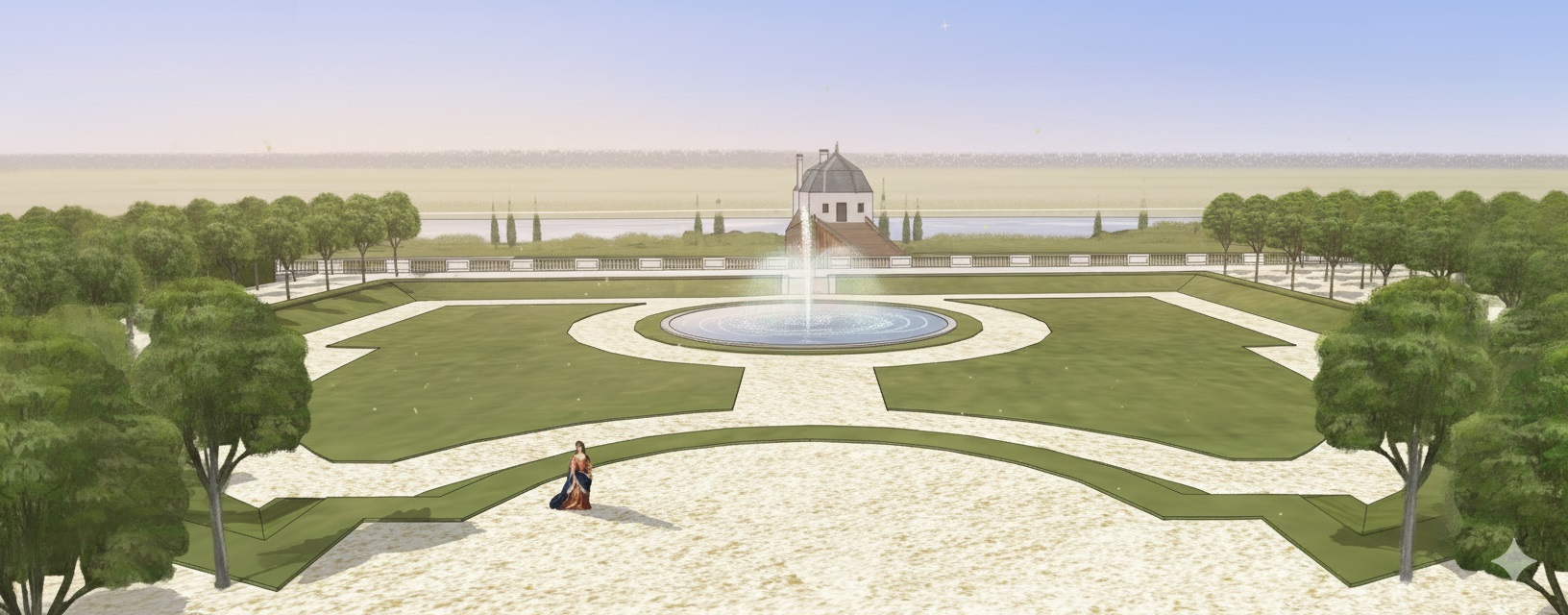
Vue depuis la terrasse du parterre sud de Conflans, avec le moulin dans le fond, état vers 1770.
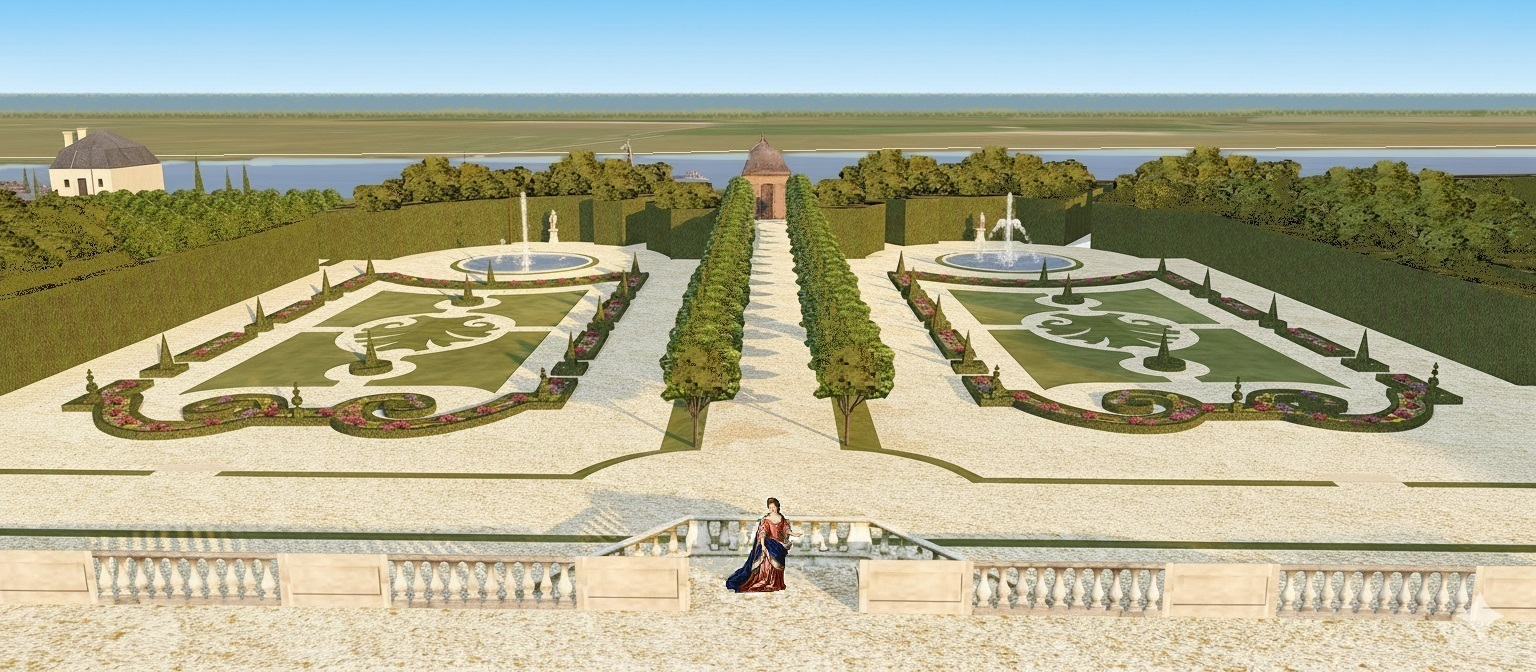
Vue sur le parterre du château de Conflans à la fin du XVIIe siècle.
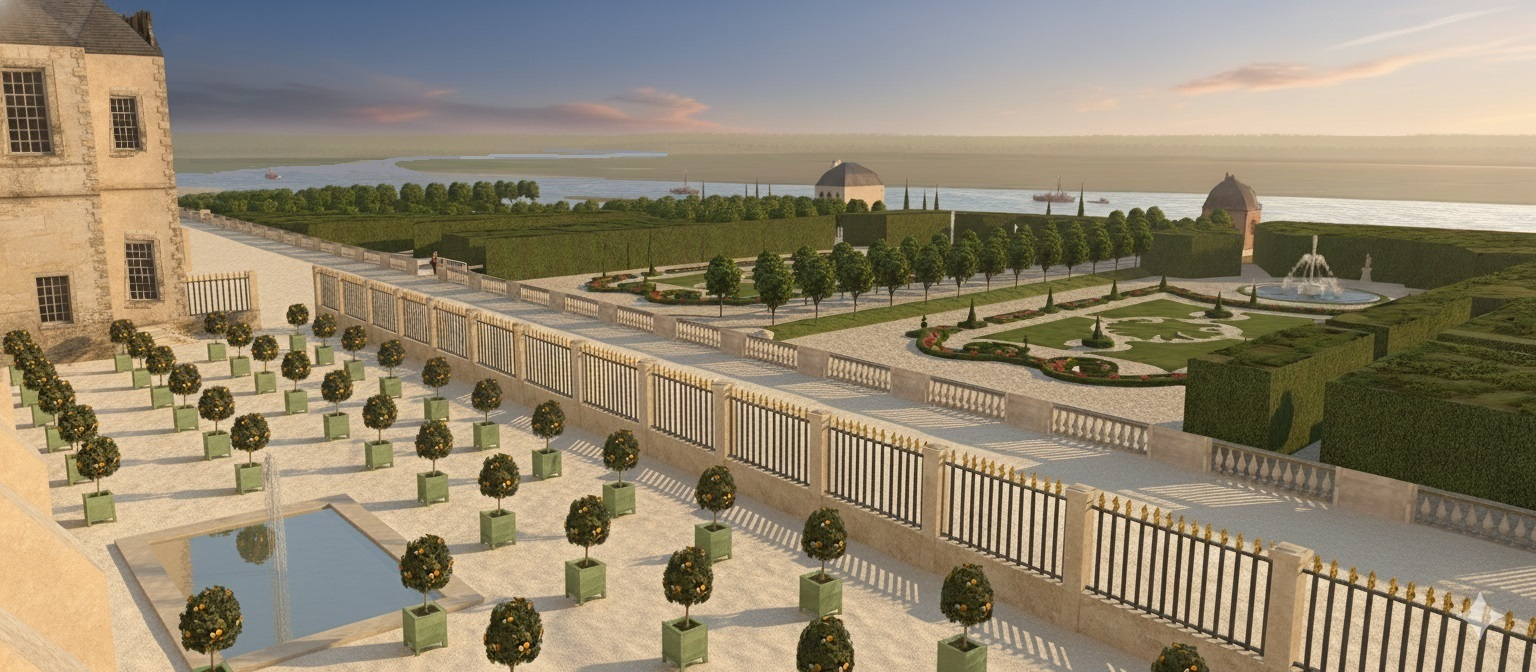
Restitution de la vue sur le parterre de l'Orangerie depuis le premier étage de Conflans.
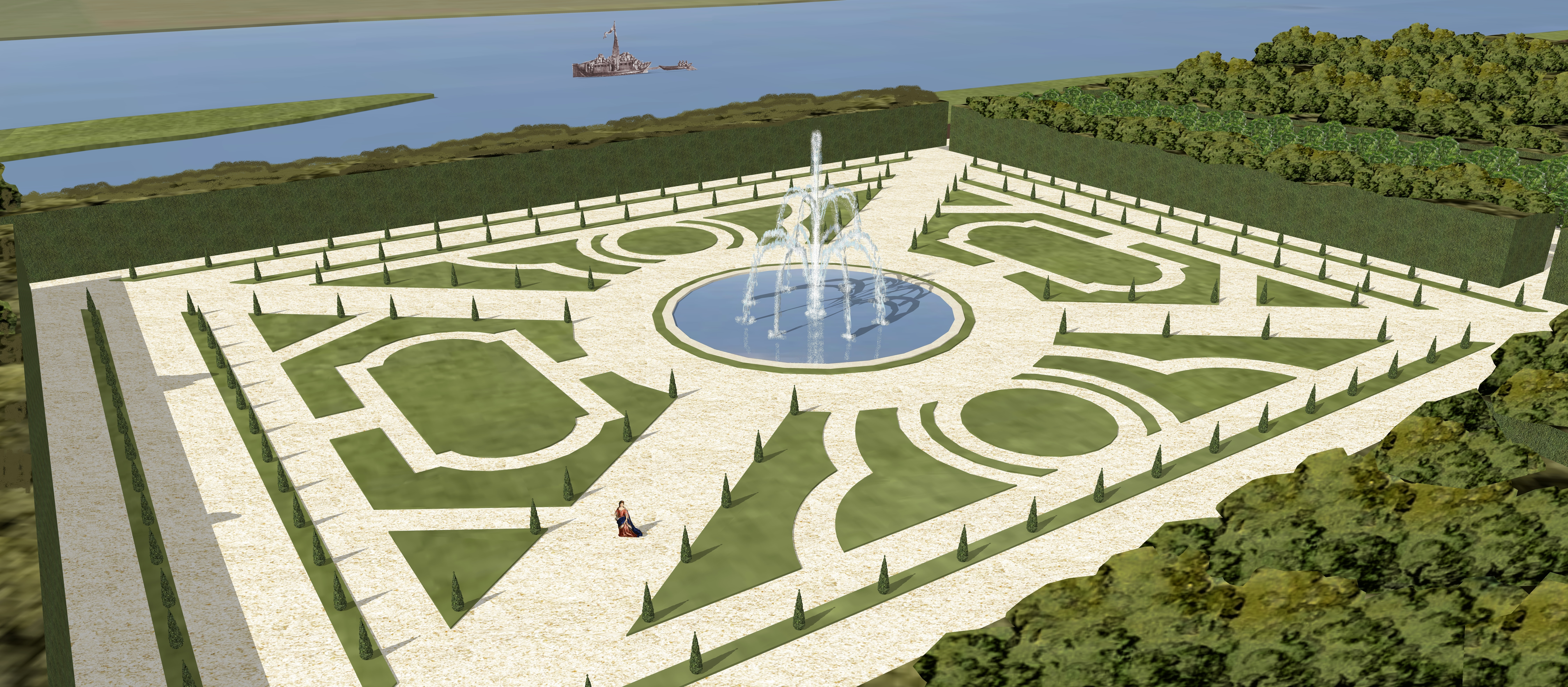
Vue sur le bosquet de la pyramide d'eau de Conflans.
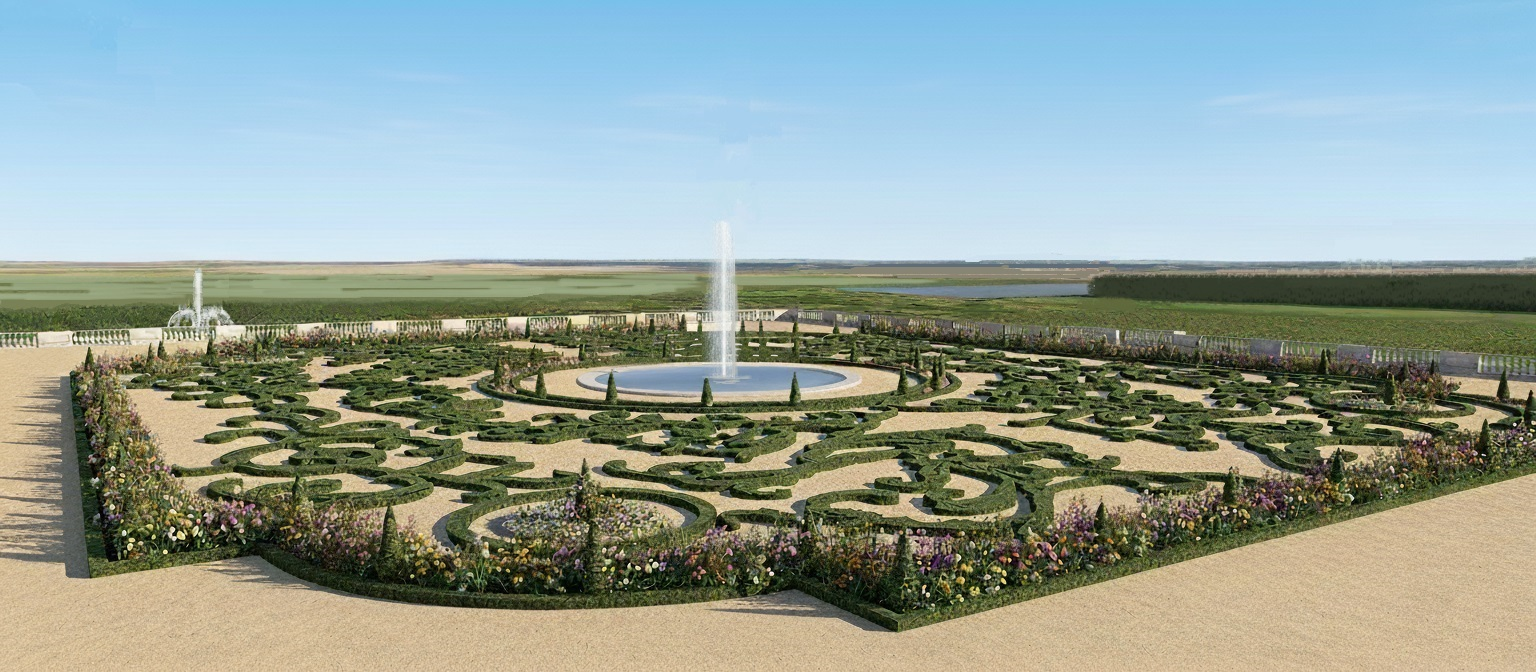
Schéma du parterre de broderies de la terrasse haute à Conflans, fin XVIIe.

## Histoire

### Au Moyen-Âge
L'origine la plus ancienne connue du château est un hôtel que possédait à Conflans Robert II Comte d'Artois  et que reçut en héritage sa fille Mahaut d'Artois en 1303.
Le roi Philippe V le Long réduisit une immense garenne que possédaient les rois de France, qui s'étendait de la Seine du pont de Charenton jusqu'à proximité de Paris, au nord jusqu'au Pré-Saint-Gervais et Rosny, à un territoire plus limité correspondant approximativement à celui de l'actuelle commune de Charenton. Philippe V céda ce domaine en 1316 à sa belle-mère, Mahaut Comtesse d'Artois (dont la fille, Jeanne, avait épousé le roi en 1307).
Mahaut fit agrandir son hôtel de Conflans de 1314 à 1320. Ce logis était un manoir entouré de murs et de fossés, flanqué d'une tour et comprenant une chapelle.
L'hôtel appartient ensuite en 1330 à la petite-fille de Mahaut Jeanne de France d'Artois épouse d'Eudes IV duc de Bourgogne.
L'hôtel reste ensuite jusqu'à fin du XVe siècle la propriété des ducs de Bourgogne, le plus connu étant Charles-le-Téméraire, signataire  en 1465 du traité de Conflans rappelé par une plaque commémorative dans le parc de Conflans. et encore, en principe, celle de Maximilien d'Autriche par son mariage avec Marie de Bourgogne. À cette époque, l'hôtel de Conflans abandonné est en ruine et Maximilien ne fait pas valoir ses droits.

### À la Renaissance
Au début du XVIe siècle, Conflans est considéré comme faisant partie du domaine royal avec les maisons de la rue des Bordeaux et le Séjour du Roi.
Le fief de Conflans est démembré en 1553.
La partie du Séjour de Bourgogne à l'emplacement de l'actuel lycée Notre-Dame-des-Missions, de la médiathèque de l'architecture et du patrimoine et de la chapelle de Conflans, qui comprenait «une vieille masure en ruine» et huit et demi arpents de terrain  est vendue à Jean Gauchery, secrétaire du roi.
La partie correspondant au parc et au château de Conflans, tel qu'il sera reconstruit par la famille Villeroy et qui sera celle conservé jusqu'au XXe siècle, (à l'emplacement des immeubles du square Henri Sellier au sud de l'actuelle rue du Séminaire-de-Conflans)  est vendue par le roi Henri II au propriétaire des vestiges de l'ancien manoir, Claude Dodieu, évêque de Rennes.
Claude Dodieu revend le bâtiment et le terrain à André Guillard en 1554 en conservant les droits seigneuriaux.
André Guillard vend la maison le 18 juillet 1568 à Nicolas III de Neufville qui rachète en 1577, l'engagement dans le domaine royal (droits seigneuriaux).
Le 7 novembre 1585 Claude de l’Aubépine et Marie de Malon (propriétaire du château et domaine de Bercy) lui vendent la maison seigneuriale de Conflans dans le fief de Bercy. Cette partie correspond à l'aile ouest, dernière  partie détruite en 1967 du château (ancienne propriété Hartmann).
La  famille de Villeroy fit construire le château tel qu'il était lors de sa destruction au XXe siècle  et en fit une des plus belles demeures de France avec un parc en terrasses s'étendant jusqu'au bord de la Seine.
Henri IV y fit de fréquents séjours ainsi que Ronsard qui lui consacra une de ses plus belles épitres.

### AuxXVIIeetXVIIIesiècles

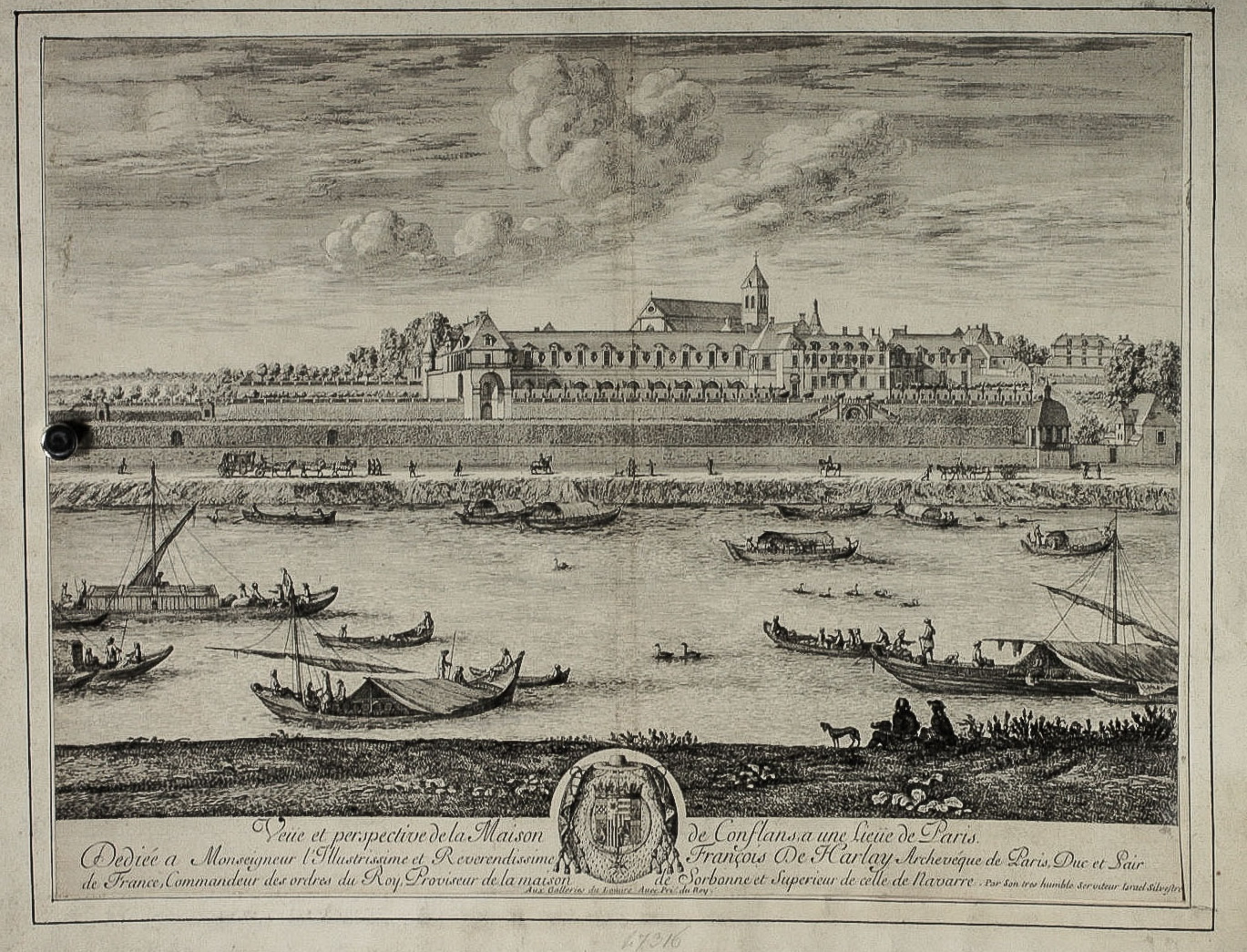
Le château de Conflans, gravure d'Israël Silvestre, c.1680.

Charles de Neuville de Villeroy fils de Nicolas IV vend le château en 1619 à Nicolas de Verdun Premier Président au Parlement de Paris pour 95 000 Livres.
La propriété et l'engagement (droits seigneuriaux) sont achetés par Nicolas Le Jay, procureur au Châtelet, qui y reçoit le cardinal de Richelieu. Richelieu signa les actes instituant l'Académie française au cours d'un de ses séjours à Conflans qu'en 1635.
Catherine de La Rochefoucauld, veuve du marquis de Seneçay, gouvernante du jeune Louis XIV, achète le château en 1645 et y effectue d'importants travaux. Une peinture du plafond par Eustache Le Sueur  représentait le jeune roi assis dans un char conduit par une Dame faisant allusion à la gouvernante. La marquise abandonne le château pillé par les soldats de Condé lors de la Fronde et le vend en 1655 à Armand Jean du Plessis, duc de Richelieu neveu héritier du Cardinal. Molière et sa troupe y jouent la Critique de  l’école de femmes en 1663 en présence de la Reine, du Duc et de la Duchesse d’Orléans.
Le domaine est acheté en 1673 par l'archevêque de Paris François Harlay de Champvallon pour une somme de 95 000 Livres qui servit à rembourser les créanciers hypothécaires du Duc de Richelieu. Le château est la maison des champs des archevêques de Paris jusqu'à la Révolution.

### Au XIXe siècle
Le château et son parc sont confisqués à la Révolution et vendus comme bien national. L'ensemble est morcelé en trois lots. L'aile ouest avec l'ancien jardin situé entre les rues de l'Arcade et du Port-aux-Lions est la propriété d'un négociant en  vins Louis Pottier. Cette partie du château est rachetée par Georges Hartmann et reste dans sa famille jusqu'en 1967. L'aile est rachetée en 1827  par l'archevêque de Paris Hyacinthe-Louis de Quélen pour en faire sa résidence. Ce corps de bâtiment  est saccagé au cours d'émeutes en 1830. L'archevêque de Paris, Joseph Hippolyte Guibert, y établit après 1871 une succursale du séminaire Saint-Nicolas-du-Chardonnet qui reste jusqu'à sa fermeture en 1905 à la suite de la Loi de séparation des Églises et de l'État.

### La destruction au XXe siècle et les vestiges
Le prolongement de l'avenue de la Liberté jusqu'à Seine en 1890 a traversé la partie ouest du domaine de l'ancien château sur une partie du domaine de la propriété Hartmann entrainant la destruction de constructions annexes.
L’aile est du château qui appartenait à l’archevêque de Paris est mise sous séquestre en janvier 1906 à la suite de la loi de séparation de l'église et de l'État avec la partie du parc attenant qui s'étendait jusqu'au quai de Bercy et devient la propriété de l’État de la commune. Cette partie du château (emplacement du parc Henri-Sellier) est laissée à l’abandon et détruite en 1917 et 1920. Le parc laissé en friches, est ensuite aménagé en terrain de sport dans les années 1920.
Un ensemble d'immeubles HBM (place Bobillot) y est construit en 1933.
Des immeubles sont construits en 1954 à l'emplacement de l'aile est et de la terrasse (square Henri Sellier, espace privatif de cet ensemble immobilier) qui dominait la partie basse du parc (place Bobillot) où s'étend l'ensemble d'immeubles construits en 1935, la place et le square étant reliés par un escalier préservé de l'ancienne propriété.
L'aile ouest est abandonnée par ses derniers propriétaires, la famille du distillateur Georges Hartmann (1847-1940), qui n'avaient plus les moyens de l'entretenir.
Après l'abandon d'un projet de la commune d'un rachat pour y établir une maison de retraite en 1963, il sert de cité de transit - ce qui achève de le dégrader - et est finalement vendu en 1966 à un promoteur qui le détruit pour construire un immeuble résidentiel.
Les seuls vestiges sont un bel escalier Renaissance au fond de la place Bobillot (voie privée d'un ensemble d'immeubles HBM édifié dans les années 1930), qui était placé dans l'axe principal du château et le portail d'entrée rue du Séminaire-de-Conflans, construit en 1777 par l'architecte Pierre Desmaisons et restauré en 2006.

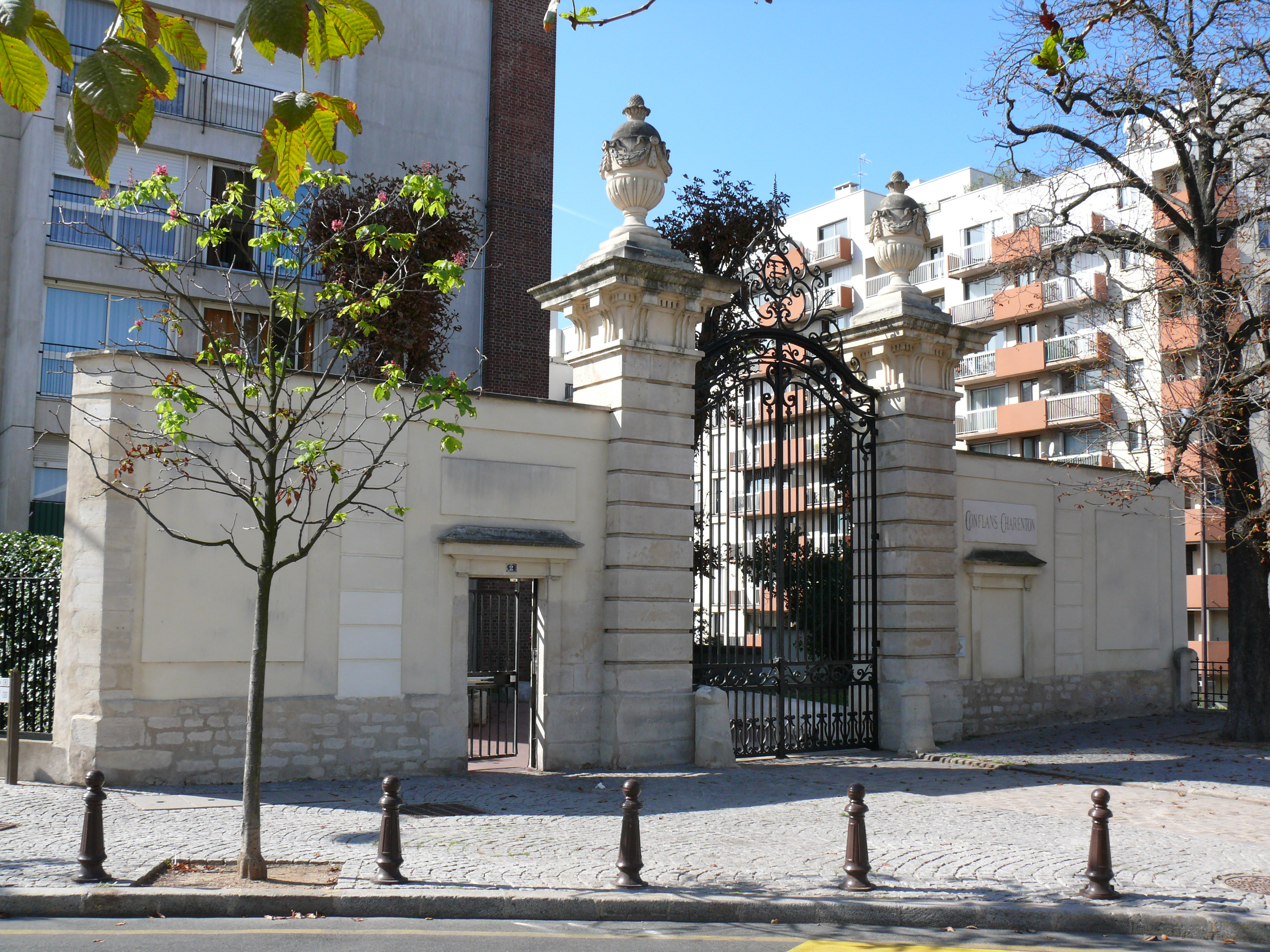
Rue du Séminaire-de-Conflans, le portail d'entrée du château disparu.
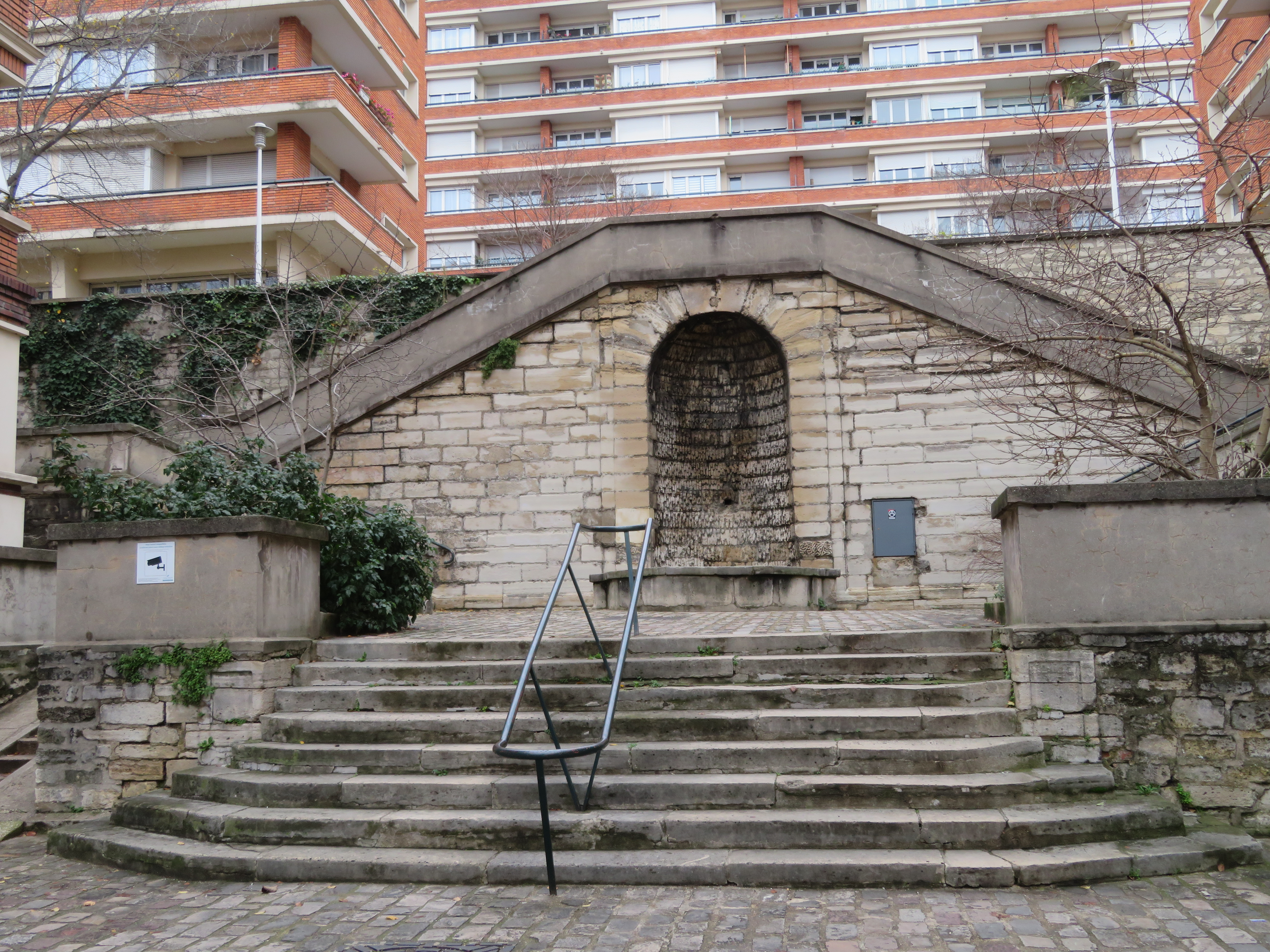
Escalier. A l'arrière plan, les immeubles construits sur la partie détruite en 1920.